# Indian Regional Navigation Satellite System
Indian Regional Navigation Satellite System (IRNSS) je vyvíjený třídružicový regionální navigační systém pro Indii. Jedná se o plošně omezenou verzi globálního pozičního systému, jako je například GPS. Plná sestava se skládá ze tří satelitů na geostacionární dráze a čtyř na geosynchronní dráze ve výšce zhruba 36 000 km. Další dva satelity jsou připraveny na zemi jako záloha.
V současnosti je na orbitě všech sedm satelitů a plná funkčnost systému se předpokládá od června 2016.